# 1570年代
1570年代（せんごひゃくななじゅうねんだい）は、西暦（ユリウス暦）1570年から1579年までの10年間を指す十年紀。

## できごと

### 1570年
- 姉川の戦い。
- 12月13日 - 北方七年戦争の終結（シュテッティンの和約）

### 1571年
- レパントの海戦。

### 1572年
- ポーランド　ヤゲロー朝断絶。選挙王制となる。
- 三方ヶ原の戦い。

### 1573年
- 8月27日（天正元年7月26日） - 15代将軍足利義昭が宇治填島城を明け渡して降伏し織田信長に追放される、室町幕府の滅亡。

### 1575年
- 6月29日（天正3年5月21日） - 織田・徳川連合軍と武田軍が長篠城西方の設楽原で激突（長篠の戦い）、織田・徳川連合軍が勝利し武田勝頼は撤退。

## 地域ごとの概況

### 東アジア

#### 日本
1560年代より続く戦国大名同士の抗争から、戦国大名と室町将軍を擁した織田信長との抗争に推移し、1570年代前半には将軍義昭と信長の険悪化から義昭が反信長勢力の迎合を呼びかけ、信長包囲網が形成され甲斐の武田信玄は西上作戦を実行した。1573年には包囲網を打破した信長が将軍義昭を追放しつつも自身が「天下人」としての地位を保ち続け、1570年代後半には織田信長による国内統一が進んだ。